# زلزال فرجينيا 2011
زلزال فرجينيا 2011 هو زلزالٌ وقعَ في فرجينيا في الولايات المتحدة بتاريخ 23 أغسطس 2011. بلغت شدتهُ 5.8 على مقياس درجة العزم.
وقع زلزال فيرجينيا 2011 بقوة 5.8 في ولاية فرجينيا الأمريكية في 23 أغسطس 2011 الساعة 1:51 مساءً بتوقيت شرق الولايات المتحدة (17:51 بالتوقيت العالمي المنسق).  كان مركز الزلزال السطحي على بعد 60 كيلومترًا (37 ميلًا) شمال غرب ريتشموند و8 كيلومترات (5 أميال) من مدينة مينيرال في فيرجينيا، كان الزلزال على طول صدع سبوتسيلفانيا، وهو صدع قديم يقع الآن في منتصف صفيحة أمريكا الشمالية، حدثت أربعة توابع في غضون اثنتي عشرة ساعة من وقوع الزلزال الرئيسي، بلغ حجم التوابع 2.8 و 2.2 و 4.2 و 3.4، بعد حوالي 35 ساعة من وقوع الزلزال الرئيسي وقعت هزة ارتدادية سادسة بلغت قوتها 4.5 درجة، حتى 30 أغسطس/آب كانت هناك 19 هزة ارتدادية معظمها طفيف.
يوجد عدد قليل جدًا من الزلازل القوية شرق جبال روكي في الولايات المتحدة، كان هذا هو الثاني الذي تبلغ قوته 5.8 درجة في آخر 114 عامًا، بعد زلزال عام 1944 الذي وقع على حدود نيويورك وأونتاريو.

## التأثير
تظهر التقارير الصحفية أن الزلزال كان يمكن الشعور به على مسافة بعيدة من مركزه، إلى الجنوب وصل الزلزال إلى أتلانتا، جورجيا، وفي الشمال، وصل الزلزال إلى مدينة كيبيك، إلى الغرب، وصل الزلزال إلينوي، وإلى الشرق وصل الزلزال فريدريكتون، نيو برونزويك، تم الإبلاغ عن الأضرار في أماكن بعيدة مثل برلنغتون، نيو جيرسي.

### الولايات المتحدة
لم يتم بناء العديد من المباني في شرق الولايات المتحدة بقوة كافية بحيث لا يمكن للزلازل إتلافها، في واشنطن العاصمة تم إخلاء البيت الأبيض ومبنى الكابيتول والمباني الأخرى وفي مقاطعة أرلينغتون بولاية فيرجينيا انكسر أنبوب في البنتاغون حتى أن المياه غمرت ممرين، استخدم البنتاغون خطة طوارئ تم وضعها بعد هجمات 11 سبتمبر للإخلاء كما تم إخلاء المباني الأخرى في فيلادلفيا وبوسطن ونيويورك.
بعد وقت قصير من وقوع الزلزال أمرت إدارة الطيران الفيدرالية الطائرات بالتوقف عن الطيران على طول الساحل الشرقي وتم إخلاء برج مراقبة الحركة الجوية في مطار جون إف كينيدي الدولي، تأخرت الرحلات في العديد من المطارات بما في ذلك مطار جون إف كينيدي الدولي ومطار نيوآرك ليبرتي الدولي ومطار رونالد ريغان واشنطن الوطني ومطار دالاس الدولي ومطار فيلادلفيا الدولي، في المطار الوطني سقط بلاط السقف في صالة المطار على الأرض وتوقفت الرحلات الجوية، تم تأخير قطارات مترو واشنطن وتشغيلها بسرعات مخفضة تبلغ 15 ميلاً في الساعة، وقد سمح هذا للمهندسين بمعرفة ما إذا كانت القضبان قد تعرضت للتلف.
تضررت المباني في منطقة واشنطن العاصمة ولكن ليس بشدة، دمر الزلزال ثلاثة من قمم كاتدرائية واشنطن الوطنية الأربعة (أبراج الزاوية) وتصدعت بعض الدعامات الطائرة للكنيسة الأسقفية، ومع ذلك فإن الدعامات التي تدعم البرج المركزي وهي جزء بارز من أفق المدينة بدت طبيعية، عثرت دائرة المنتزهات القومية على شقوق بالقرب من قمة نصب واشنطن، تم إغلاق النصب التذكاري إلى أجل غير مسمى، دمر الزلزال أربعة من ستة أبراج فوق معبد واشنطن دي سي لكنيسة يسوع المسيح لقديسي الأيام الأخيرة، وسقطت القطع على الأرض مع عدة قطع من الرخام من الجدار الخارجي للمعبد.
كان الضرر في شمال شرق الولايات المتحدة طفيفًا، في ولاية نيويورك قال الحاكم أندرو كومو إن مكتب الولاية لإدارة الطوارئ ليس لديه تقارير عن الأضرار التي لحقت بالمباني أو البنية التحتية، كانت هناك بعض الاضطرابات بما في ذلك عمليات الإجلاء في المباني والتأخير في المطارات، كما تأخر وصول قطارات امتراك والمغادرة من محطة بن.
في ولاية نيو جيرسي أبلغ مكتب إدارة الطوارئ بالولاية عن حدوث تسرب للغاز في مقاطعة جلوستر ولم ترد تقارير عن وقوع إصابات، تم إخلاء المباني الحكومية، وتمكن عمال المدينة من العودة إلى ديارهم.
في بوسطن، أبلغت وكالة إدارة الطوارئ في ماساتشوستس عن عدم وجود إصابات أو أضرار، تم إخلاء المحكمة الجزئية الأمريكية في جنوب بوسطن وقطعت جامعة ماساتشوستس بوسطن الفصول الصيفية وأرسلت جميع العمال إلى منازلهم في وقت مبكر.
في ولاية فيرجينيا الغربية تم إخلاء العديد من المباني في وسط مدينة تشارلستون، انهار جزء من مدخنة في محكمة المقاطعة في فيليبي في مقاطعة باربور، صرح مكتب ويست فرجينيا للسلامة الصحية والتدريب لعمال المناجم أن مناجم الفحم في ولاية فرجينيا الغربية كانت آمنة بعد الهزات الأرضية.
في ولاية ديلاوير تم إخلاء محكمة مقاطعة نيو كاسل في ويلمنجتون ومحكمة الأسرة في جورج تاون.
في ولاية بنسلفانيا طُلب من الناس الخروج من مباني المكاتب في فيلادلفيا كما طُلب من الناس الخروج من محكمة مقاطعة باكس في دويلستاون، قامت وزارة النقل في بنسلفانيا بفحص الجسور بحثًا عن الأضرار، لم يكن هناك أي ضرر للجسور التي تقغ على نهر ديلاوير والتي تملكها هيئة ميناء نهر ديلاوير.

### كندا
كما شعر الناس في شرق كندا بالزلزال وخاصة في جنوب أونتاريو، وكذلك أجزاء من كيبيك وجبال ماريتيم، تم إخلاء عدد قليل من المباني في تورنتو، لم يتم الإبلاغ عن أي حوادث أو أضرار من الزلزال في كندا.

## نشاط الإنترنت ووسائل التواصل الاجتماعي
بحسب فيسبوك، ظهرت كلمة «زلزال» في تحديثات حالة 3 ملايين مستخدم خلال أربع دقائق من وقوع الزلزال، قال موقع تويتر إن المستخدمين أرسلوا ما يصل إلى 5500 رسالة (تغريدة) في الثانية وكان على قدم المساواة مع معدل ما بعد زلزال وتسونامي توهوكو.
نظرًا لانتشار الموجات الزلزالية بشكل أبطأ بشكل ملحوظ مقارنةً بنقل حركة المرور عبر الإنترنت بما يقارب سرعة الضوء فقد قرأ بعض مستخدمي تويتر عن الزلزال قبل ثوانٍ من الشعور بالهزات، على سبيل المثال أبلغ مستخدمو  تويتر في مدن مثل مدينة نيويورك وبوسطن عن قراءة تغريدات حول الزلزال من مستخدمين في واشنطن العاصمة أو ريتشموند بولاية فيرجينيا قبل 15 إلى 30 ثانية من الشعور بالزلزال نفسه.
شهد موقع مركز رصد الزلازل الأوروبي المتوسطي وهو أحد أفضل مواقع معلومات الزلازل العالمية، زيادة هائلة وفورية في حركة المرور بسبب التقارب بين شهود العيان الذين يبحثون عن معلومات حول الاهتزاز.
احتوت النسخة الإنجليزية من ويكيبيديا على مقالة موسوعية مخصصة للزلزال بحلول الساعة 2:03 مساءً أي بعد 12 دقيقة من الحدث كما تم ذكره في مقالتين أخريين من ويكيبيديا حتى قبل ذلك.

## ردود فعل حيوانات حديقة الحيوان
أفاد موظفو حديقة الحيوانات الوطنية في واشنطن العاصمة أن بعض الحيوانات في الحديقة بدت وكأنها تظهر سلوكًا يشير إلى أنها توقعت الزلزال في غضون ثوانٍ إلى دقائق قبل أن يشعر بها في المنطقة، قبل وقوع الزلزال بحوالي ثلاث إلى عشر ثوان، تخلى العديد من القردة عن طعامهم وصعدوا إلى قمة هيكل يشبه الأشجار، أطلق الليمور الأحمر صوت جرس إنذار قبل حوالي 15 دقيقة من الزلزال واندفع قطيع مكون من 64 طائرًا من طيور النحام وتجمعوا معًا قبل الزلزال، أثناء الزلزال صرخت بعض الحيوانات، وركض البعض أو غاص بحثًا عن ملجأ ووقف البعض محدقا في جدران الحظائر، ظلت بعض الحيوانات في حالة هياج لبقية اليوم، بينما هدأ البعض الآخر بسرعة، أما حيوانات الباندا العملاقة في حديقة الحيوان فيبدوا أنها لا تستجيب للزلازل.